# Contea di Xiajiang
La contea di Xiajiang (峡江县S, Xiájiāng XiànP) è una contea della Cina, situata nella provincia di Jiangxi e amministrata dalla prefettura di Ji'an.